# 인터넷 밈 목록
본 항목은 흔히 인터넷 밈이라고 불리는 사회·문화적 인터넷 현상을 다루는 목록이다. 인터넷 밈의 범위에는 바이럴 비디오, 캐치프라이즈, 이미지 (짤방), 그 외 인기있던 주제들이 포함된다. 즉각적인 소통이 가능해짐에 따라 입소문 역시 힘을 얻게 되어, 인터넷에서 일어난 특정 유행은 일반적으로 빠른 시간 내에 광범위하게 퍼지는 경향이 있다.
아래의 목록에 제시된 인터넷 밈의 범위는 특정 국가 및 지역에만 한정되지 않는다. 
하층민들 사이에서 통용될 뿐 경제인이나 법조인, 정치인같은 상류층들은 아예 안쓰이는 말들이다. 따라서 인터넷 상에서만 쓰이는 밈이다.

## 게임
- "All your base are belong to us": 1992년에 유럽에 판매된 비디오 게임 '제로윙'의 영어 버전에 나오는 대사. 엉터리 영어 문법으로 영어권의 밈이 되었다.
- "X를 눌러 조의를 표하십시오": 콜 오브 듀티: 어드밴스드 워페어에서 등장하는, 전우의 장례식 컷신에서 등장한 명령어. 게임 컨트롤러 'X' (컴퓨터로는 'F')를 눌러 이벤트를 진행하라는 이 문구는, 엄숙한 장례식에 어울리지 않는 게임 진행 방식이라며 비판을 받았고[1] 이후 인터넷 밈으로 승화되었다[2].
- "독수리의 부리는 왜 노랄까?": 2010년대 중반 리그 오브 레전드의 프로게이머 '캡틴잭' 강형우가 자신의 페이스북에 남긴 글. 뜬금없는 발언 타이밍으로 이후 유명해졌다[3].
- "불 좀 꺼 줄래? 내 램 좀 보게": 2020년 프로게임단 T1과 컴퓨터 메모리 제조사 에센코어의 합작으로 만든 클레브 브랜드 광고 영상에서 나온 이상혁(페이커)의 대사[4].
- 왈도체 :1998년 6월 대한민국 시장에서 출시된 RPG 게임 '마이트 앤 매직 6'의 한글판에 등장한 오타와 오역에서 비롯한 문체. 게임내 NPC 왈도의 '안녕하신가! 힘세고 강한 아침, 만일 내게 물어보면 나는 왈도'라는 대사에서 이름이 유래하였다.[5]
- "장비를 정지합니다": 1998년 출시된 비디오 게임 '하프라이프'의 한국어 더빙에서 나온 대사. 어색한 한국어 대본으로 컬트적인 인기를 끌었다[6].

## 노래
- Caramelldansen: 스웨덴의 밴드 카라멜이 부른 유로비트 댄스 음악. 2007년 말 speedycake와 포포탄 GIF애니메이션이 합쳐진 영상을 인용한 매드 무비가 '웃웃우마우마'란 제목으로 니코니코 동화에 업로드되기 시작하면서, 다양한 애니메이션과 게임의 다양한 캐릭터들이 패러디에 인용되었다.
- "Dragostea din tei":'마이야히'라는 제목으로 딥페이크를 사용해 특정인의 얼굴을 편집하여 'Dragostea din tei'음악과 같이 동영상을 만드는 형식이다.
- Hai Phút Hơn: 파오(Pháo)의 2020년 노래.[7]
- See Tình: 호앙투이린의 노래.[8]
- 깡: 2017년 발매된 비의 곡. 발매 당시 촌스러운 가사, 뮤직비디오로 조롱의 대상이 되었으나 이후 2020년 '1일1깡' 인기에 힘입어 밈으로 재탄생했다[9].
- '나비보벳따우': 닌텐도 게임 중 동물의 숲 시리즈에 등장하는 강아지 K.K.가 부르는, 주요 가사가 "나비보벳따우"로 이루어진 의미 불명의 노래이다.[10]
- '두둥등장': 2020년 3월 머쉬베놈이 부른, 라이엇 게임즈의 게임 전략적 팀 전투 모바일(TFT) 광고 음악. LCK 경기 중 세트 휴식 기간 방영되는 TFT 모바일 광고와 함께 재생되면서, 시청자들이 '두둥등장'이라는 훅을 변형한 'ㄷㄷㄷㅈ', 'DUDUDUNGA'등을 채팅창에 올리는 것이 하나의 밈이 되었다[11]. 네티즌들의 반응 이후, 머쉬베놈은 2020 LCK 스프링 결승전에서 이 곡으로 오프닝 행사를 열었다[12].
- 마라탕후루: 서이브의 2024년 노래.[13]
- '사쿠란보': 일본 가수 오오츠카 아이의 2003년 노래. 2021년경 인터넷에서 '사쿠란보 댄스'를 여러 연예인 및 태영호 등이 커버 영상을 올리는 등 밈으로 활용되었다[14].
- 상어 가족: 대한민국의 기업인 스마트스터디가 자사의 아동용 어플 프로젝트 핑크퐁의 일환으로 제작한 동요.
- 오뚜기 다트: 아동용 방송 프로그램 '트니트니 율동체조'에서 등장한 곡. 그 중 '던질까 말까'라는 특정 구간의 가사가 인기를 끌어 여러 유튜버 및 개그콘서트의 콘텐츠로 활용되었다[15][16].
- 파돌리기송:  핀란드의 4인조 그룹 로이투마가 부른 핀란드의 전통 음악 이에반 폴카의 일부분을 블리치의 이노우에 오리히메 또는 하츠네 미쿠가 음악에 맞춰 파를 돌리는 플래시 애니메이션[17].

## 단어 및 문구
- 내려갈 팀은 내려간다(DTD): KBO 리그 현대 유니콘스의 전 감독 김재박이 인터뷰에서 한 말을 응용한 인터넷 유행어. 현대 유니콘스의 부진을 논하는 인터뷰에서 "5월이 되면 내려가는 팀이 나온다"고 말한 것이 와전되어[18] '내려갈 팀은 내려간다'는 형태로 퍼졌다. 이후로는 똑같이 성적이 좋지 않던 다른 프로야구팀 LG 트윈스[19], 프로농구팀 서울 SK 나이츠[20]에게 주로 사용되었다.
- 넷플릭스 앤드 칠: 영어권에서 성관계를 완곡하게 권유하는 표현. 단순히 넷플릭스를 같이 보자는 말이지만, 한국어권의 '라면 먹고 갈래?'와 비슷한 의미를 갖고 있다.
- 아몰랑: 2015년 한 여성이 페이스북에 남긴 댓글에서 유래한 표현. 논리적인 설명을 요구받거나 주장의 근거를 제시할 것을 요구받았을 때 막무가내로, 또는 다짜고짜 넘어가는 행동을 표현한 단어이다.
- 아햏햏: 디시인사이드에서 만들어졌으나, 발음 표기로 인해 잘 쓰지 않는다. 아핳핳, 으헣헣 등의 파생형이 있다.
- 야민정음: 디시인사이드 국내야구 갤러리에서 유래한,  한글 자모를 모양이 비슷한 것으로 바꾸어 단어를 다르게 표기하는 인터넷 밈. 대표적인 예로는 '댕댕이(멍멍이)', '띵작(명작)' 등이 있다[21].
- 학교폭력 멈춰!: 노르웨이의 학교폭력 예방책 '올베우스 프로그램'의 일부를 한국에서 들여온 것. 따돌림을 당하는 아이가 발견될 경우 반 아이들이 그를 향해 손바닥을 뻗으며 '학교폭력 멈춰!'라고 외치는 식으로 이루어지며, 이는 학생들이 단순 방관자가 아닌 방어자로 적극 가담하게끔 하려는 의도이다[22]. 하지만 가해자를 소수 집단으로 만드는 사전 교육 및 경험 없이 그저 팔을 뻗는 동작과 구호만 들여온 탓에 실효성 없는 탁상행정이라는 비판을 받았다. 또한 2014년 한 중학교에서 여러 학생들이 어색한 자세로 시연한 '학교폭력 멈춰!' 캠페인 관련 뉴스 영상이 2021년 유튜브 알고리즘을 통해 주목받으면서, 인터넷에서는 '코스피 하락 멈춰!', '다이어트 멈춰!'등 밈으로 유포되었다[23][24].

## 영화 및 텔레비전
- 몰락: 1945년 4월 아돌프 히틀러의 마지막 순간을 그린 독일 영화. 작중 히틀러가 장군들로부터 보고를 받고 화를 내는 장면이 인터넷에서 밈으로 활용되었다.

- 무야호: 무한도전의 앵커리지 에피소드에서 등장한 감탄사. 두 손바닥을 편 채로 앞으로 팔을 뻗으며 "무한~도전!"이라 외치는 클로징 포즈의 의도를 착각하고, 등장인물인 김상덕 할아버지가 마치 산에 오른 것처럼 '무야호'라고 외친 것이 2021년경 재발굴되어 인터넷에 널리 퍼졌다.[25][26].
- 야인시대: 2002년 SBS에서 방송한, 김두한의 일생을 다룬 역사 드라마. 2008년 작중 등장인물 심영의 '고자라니' 등의 대사로 디시인사이드 등 인터넷 커뮤니티에서 주목을 받았다[27]. 이후로도 작중 김두한이 미군과 진행한 임금 협상에서 말한 '4달라' 대사 역시 각광을 받았다[28].
- 자전차왕 엄복동: 2019년에 개봉한, 일제 강점기 조선의 자전거 챔피언 엄복동을 다룬 대한민국의 영화. 100억원 이상의 제작비에 비해 낮은 퀄리티로 관객 흥행 17만명에 그쳤다. 이후 인터넷 상에서, 엄복동(Um Bok Dong)의 이니셜에서 유래한 UBD가 관객 수 17만명을 가리키는 일종의 흥행 지수로 사용되었다[29].
- 태조 왕건 (드라마): 태조 왕건 중 궁예의 '누가 기침소리를 내었는가'등 대사가 합성되어
- 오징어 게임: 작품의 흥행으로 '깐부' 등의 유행어가 탄생되었으며, 드라마의 장면이 밈으로 사용되기도 했다.
- 인크레더블

## 만화 및 캐릭터
- xkcd: 전직 NASA 직원이었던 랜들 먼로가 그리는 과학 웹툰.
- 개구리 페페: 맷 퓨리의 만화 "보이스 클럽" (Boy's Club)의 개구리 캐릭터[30]. 2008년부터 가이아 온라인, 4chan, 마이스페이스 등의 소셜 네트워크 서비스를 통해 인기를 끌게 되었다. 2010년대에는 대안 우파의 상징으로도[31], 홍콩 시위자들에게 자유의 상징으로도 활용되었다[32].
- 두덕리 온라인: 네이버 웹툰 이말년씨리즈의 한 에피소드에서 등장한 가공의 온라인 게임. 해당 에피소드는 실제 농촌 생활을 체험하게 해 주는 게임 '두덕리 온라인'이, 모든 퀘스트 진행 시간 (쇠죽 끓이는 시간 등)을 실제 시간과 똑같이 설정하는 탓에 망해버렸다는 내용이다. 이 에피소드가 올라온 이후 댓글로 네티즌들이 가공의 퀘스트 등을 올리는 등 긍정적으로 반응했고, 이후 SNL 코리아에서 실사판으로 패러디되었다.
- 드라군 놀이: 컴퓨터 게임 스타크래프트의 세계관을 배경으로 한 김성모의 만화 '스타크래프트'에서 유래한 댓글놀이. 한 사람이 '하지만 드라군이 출동하면 어떨까?'하고 선창하면, 3명이 연이어 '드!', '라!', '군!'이라고 한 글자 댓글을 다는 식으로 이루어진다[33].
- 민국엄마: 2012년 행정안전부의 게임시간 선택제 홍보 웹툰에 등장하는 인물. 아청법 및 셧다운제에 반감을 산 일부 인터넷 유저들이 민소매 복장, 거유 등 특징을 잡아 성인물로 패러디하였다[34][35].
- 성지영: 대한민국 성남시의 분리수거용 그물망 사용법 홍보 영상에 등장한 여성 캐릭터. 캐릭터의 하이라이트를 넣지 않은 '죽은 눈'과 '분리수거'라는 키워드가 합쳐져 넷상에서 얀데레 성향으로 패러디되었다[36].
- 작은 하마 이야기: 영국의 만화가 레자 파라즈만드의 작품 Poorly Drawn Lines의 에피소드 중 하나. 자신의 작은 기차를 까마귀에게 빼앗긴 작은 하마가 뒤쫓아간 뒤, 까마귀를 칼로 찌르고 다시 되찾아온다는 내용의 웹툰이다.
- 제로투 댄스: 애니메이션 달링 인 더 프랑키스의 등장인물 제로투가 베트남 노래 '하이 풋 흐엉'에 맞춰 단편 애니메이션 "ME! ME! ME!"에서 선보인 춤을 추는 영상. 제로투 댄스는 틱톡 등지에서 여러 인플루언서들의 커버 댄스 영상으로 널리 퍼졌다[37].
- 폴란드볼: 2009년 후반 Krautchan.net의 독일 이미지 게시판에서 유래한, 공 모양 국가 상징 캐릭터.
- 컨트리휴먼: 브콘탁테에서 만들어졌을 것으로 추정되는 국가를 사람의 형태로 그린 캐릭터.
- 섀기 로저스:2019년 초반 스쿠비 두 캐릭터 섀기 로저스는 평소 겁이 많은 모습과 용기가 없지만 가끔씩 용감한 모습 등이 나와서 섀기가 신 정도의 힘으로 강력해진 밈이 탄생했다. 하지만 이 밈은 우리나라 보다 외국에서 더 유명하다.

## 물건 및 식품
- 둥지 쌀국수 뚝배기: 2009년 출시된 인스턴트 쌀국수. 광고에서 로버트 할리의 대사 중 '면발이 억수로 부드럽네', '한뚝배기 하실래예' 등이 넷상에서 인기를 끌었다.
- 오로나민C: 동아오츠카에서 개발한 탄산 에너지 드링크. 요들송을 응용한 CM송과 거기에 맞춰 춤을 추는 전현무의 동작으로 호응을 받았다.
- 장미칼: 칼날 옆면에 그려진 장미 무늬 때문에 붙여진 이름. 뛰어난 절삭력을 어필한 홈쇼핑 광고로 인해 인터넷에서 엑스칼리버 등으로 패러디된 식칼[38].
- 첵스 파맛:  2020년 농심켈로그에서 한국에서 발매한 한정판 파맛 시리얼이다. 2004년 마스코트 홍보를 위해 열었던 '선거' 이벤트에서, '파맛 시리얼을 만들겠다'는 초록색 첵스 마스코트 차카의 공약이 컬트적인 인기를 끌었고, 이에 호응하여 2020년 파맛 첵스가 실제로 출시되었다[39].

## 영상
- Ain't Nobody Got Time for That!!: 미국 오클라호마주 화재 사고의 피해자 스위트 브라운 (Sweet Brown)의 인터뷰 영상. 발언 중 '그딴 거 챙길 새가 어딨어요!' (Ain't Nobody Got Time for That!) 등 일부가 인기를 끌었다[40].
- 관짝춤: 관을 들고 춤을 추며 행진하는 가나의 독특한 장례식을 담은 영상을 음원과 합성한 것[41].
- 독일초딩: 주인공 노르만 코하노프스키(Norman Kochanowski)가 언리얼 토너먼트를 하며 격노하는게 주제다. 2005년에 업로드되었으며 니코니코 동화를 중심으로 유명해지기 시작했다. 서양에서는 Angry German Kid, 줄여서 AGK라고 부른다.
- 모형탑 훈련: 2011년 SBS 이한석 기자가 특전사 체험 리포트를 작성하던 중, 11미터 모형탑 훈련을 실시한 것을 찍은 영상. 기자의 비명 소리가 네티즌들로부터 패러디되었다[42][43].
- 배저 배저 배저: 영국의 애니메이터 조티 픽킹이 만든 플래시 애니메이션. 대한민국에서는 "Badger"가 "팥죽"으로 들리는 몬데그린 현상에 의해 '팥죽송'이라고 불리게 되었다. 한때 인터넷에서는 악마 숭배곡, 미군의 이라크 침공 풍자곡 등 유언비어가 퍼지기도 했으나, 사실 무근으로 밝혀졌다[44].
- 빠삐놈: 2008년 디시인사이드 '합성 필수요소 갤러리'에서 아이스크림 빠삐코의 광고와 좋은 놈, 나쁜 놈, 이상한 놈의 테마곡 "'Don't Let Me Be Misunderstood"를 합성한 영상[45].
- 조혜련과 태보의 저주: 2003년 조혜련의 다이어트 비디오 '조혜련의 태보 다이어트'를 액션게임 '샨테와 해적의 저주'의 OST와 합성한 영상물. 2018년 9월 이후 누적 조회수 500만회를 달성했고, 외국어 자막이 200개 이상 추가되었다[46].
- '존중, 리스펙': 2019년 9월 부산시 교육감 김석준이 존중을 주제로 유튜브에 업로드한 영상. 중독성 강한 가사로 유튜브 100만뷰를 달성하기도 했으나 공직선거법 저촉을 이유로 삭제되었다.[47]
- Nyan Cat: 2011년 4월 냥캣이라 불리는 이 밈은 무지개를 그리며 날아가는 픽셀 스타일의 움짤과 'Nyanyanyanyanyanyanya!'라는 제목의 음악이 합쳐져 만들어진 밈이다.

## 이미지
- 개죽이: 디시인사이드에서 유행하던, 대나무에 매달린 강아지 사진.
- 개벽이 디시인사이드에서 유행하던, 벽에 박혀있던 강아지 사진
- 드레스 색 논쟁: 착시 현상으로 인해 파랑/검정 계열 또는 흰색/금색 계열로 보이던 드레스 사진에서 비롯된 인터넷 밈.
- 롤캣: 인터넷 상에서 고양이 사진에 문법이 이상한 영어 문단을 넣는 유머스러운 영상 또는 이미지.
- 상상도 못한 정체: MBC의 가요 프로 복면가왕에서 가면을 쓴 가수가 정체를 밝힐 때, 게스트 신봉선의 우스꽝스러운 동작과 함께 나온 대사. 당시 한쪽 팔을 'ㄴ'자로 들어올리고, 다른 쪽 팔은 'ㄱ'자로 내리는 신봉선의 포즈는 인터넷에서 'ㄴㅇㄱ' 등 이모티콘으로 활용되었다[48].
- 싱하: 디시인사이드 스타크래프트 갤러리에서 악플을 남기던 유저. 이소룡이 용쟁호투에서 적을 쓰러뜨린 뒤 짓는 표정을 찍은 사진을 주로 짤방으로 사용하며 악플을 남겼다. "한강 굴다리 밑으로 딱 10초 안에 나와라. 9초, 8초 같은 것 없다. 안 나오면 존내 맞는 거다." 등 네티즌들이 '싱하형체'로 부르는 특이한 말투를 사용한다[49].
- 에케 호모: 스페인의 화가 엘리아스 가르시아 마르티네스가 가시관을 쓴 예수를 그린 벽화. 아마추어 복원가인 80세 여성 세실리아 히메네스에 의해 복구가 시도되었으나, 결과는 원숭이를 닮은 듯한 실패작이었다. 그러나 이것이 인터넷에서 반향을 일으켜 관광객이 찾아오기도 했다.[50]

## 인물
- 김영옥: 2004년 KBS 2TV 《올드미스 다이어리》에서 욕 대결을 하는 장면이 할미넴이라는 이름으로 출연한다.욕으로 랩을하는 장면도 출연하며,할미넴이라고도 불린다.
- 박대기:  2010년 중부지방 폭설 당시 눈에 파묻히다시피 한 모양새로 뉴스를 보도하던 기자.
- 황선자: 통칭 '빵상 아줌마'. 자신이 우주신과 소통하고 있다고 주장하는 작가 겸 역술가이다.
- 페두창: 페이커의 안티들이 부르는 별명. 말그대로 두창을 뜻한다.

## 인터넷
- 대나무숲 (소셜 네트워크 서비스) : 주로 SNS에서 비슷한 고충을 겪고 있는 사람들이 익명으로 한탄글을 올리는 계정.

## 챌린지
- 덕분에 챌린지: 2020년 초, 코로나19의 창궐 이후 대한민국 의료진의 헌신과 노고를 기리는 마음에서 시작된 캠페인이다. 중앙재난안전대책본부에서 2020년 4월 16일부터 공식 인스타그램을 통해 국민과 의료진의 같은 날, 다른 모습을 콘텐츠화하여 게재하기 시작하였으며, 국민은 의료진에게 수어로 '존경합니다'라는 표현을, 의료진은 국민에게 '감사합니다, 자부심을 느낍니다'라는 표현을 하는 동작을 게시함으로써 참여한다.
- 마네킹 챌린지 :2016년 미국에서 시작된 바이럴 비디오. 영상이 재생되는 동안 사람들은 마네킹처럼 부동 자세를 유지한다.
- 버드 박스 챌린지: 바라보면 보는 사람이 죽게 되는 초자연적인 존재로부터 벗어나기 위해, 눈을 가린 채로 여정을 떠나는 사람들의 이야기를 그린 넷플릭스 영화 버드 박스에서 유래한 챌린지. 초창기 호주의 스트리머가 안대로 눈을 가리고 걷는 식으로 시작한 이 이벤트가[51] 점점 널리 퍼지면서 사고를 유발하자 넷플릭스에서 시청자들의 안전을 위해 버드 박스 챌린지를 하지 말아 달라고 공지했다.[52]
- 아이스 버킷 챌린지: 근위축성 측색 경화증(이른바 루게릭 병)에 대한 관심을 환기하고 기부를 활성화하기 위해, 기부금을 내거나 머리에 얼음물을 뒤집어 쓰는 방식으로 이루어진 인터넷 챌린지. 2014년 여름에 시작된 이 운동은 소셜 미디어를 통해 급격히 퍼져나가 하나의 유행이 되었다.[53]

## 같이 보기
- 대한민국의 인터넷 신조어 목록